# Sông Lam Nghệ An

Ehemaliges Vereinswappen des PVFC Sông Lam Nghệ An

Der Sông Lam Nghệ An Football Club (vietnamesisch Câu lạc bộ bóng đá Sông Lam Nghệ An) ist ein vietnamesischer Fußballverein aus Vinh. Aktuell spielt der Verein in der höchsten Liga des Landes, der V.League 1.

## Geschichte
Gegründet wurde der Verein 1979 als Sông Lam Nghệ Tĩnh. Nachdem 1992 die Provinz Nghệ Tĩnh in Nghệ An und Hà Tĩnh aufgeteilt wurden, nannte sich der Verein in Sông Lam Nghệ An um. Die größten Erfolge erzielte der Verein Anfang des neuen Jahrtausends, als man 2-mal Meister werden und einmal den Vietnamesischen Pokal gewinnen konnte.

## Vereinserfolge
- Vietnamesischer Meister: 1999/00, 2000/01, 2011[1]

- Vietnamesischer Pokalsieger: 2002, 2010, 2017

- Vietnamesischer Supercup-Sieger: 2000, 2001, 2002, 2011

## Stadion

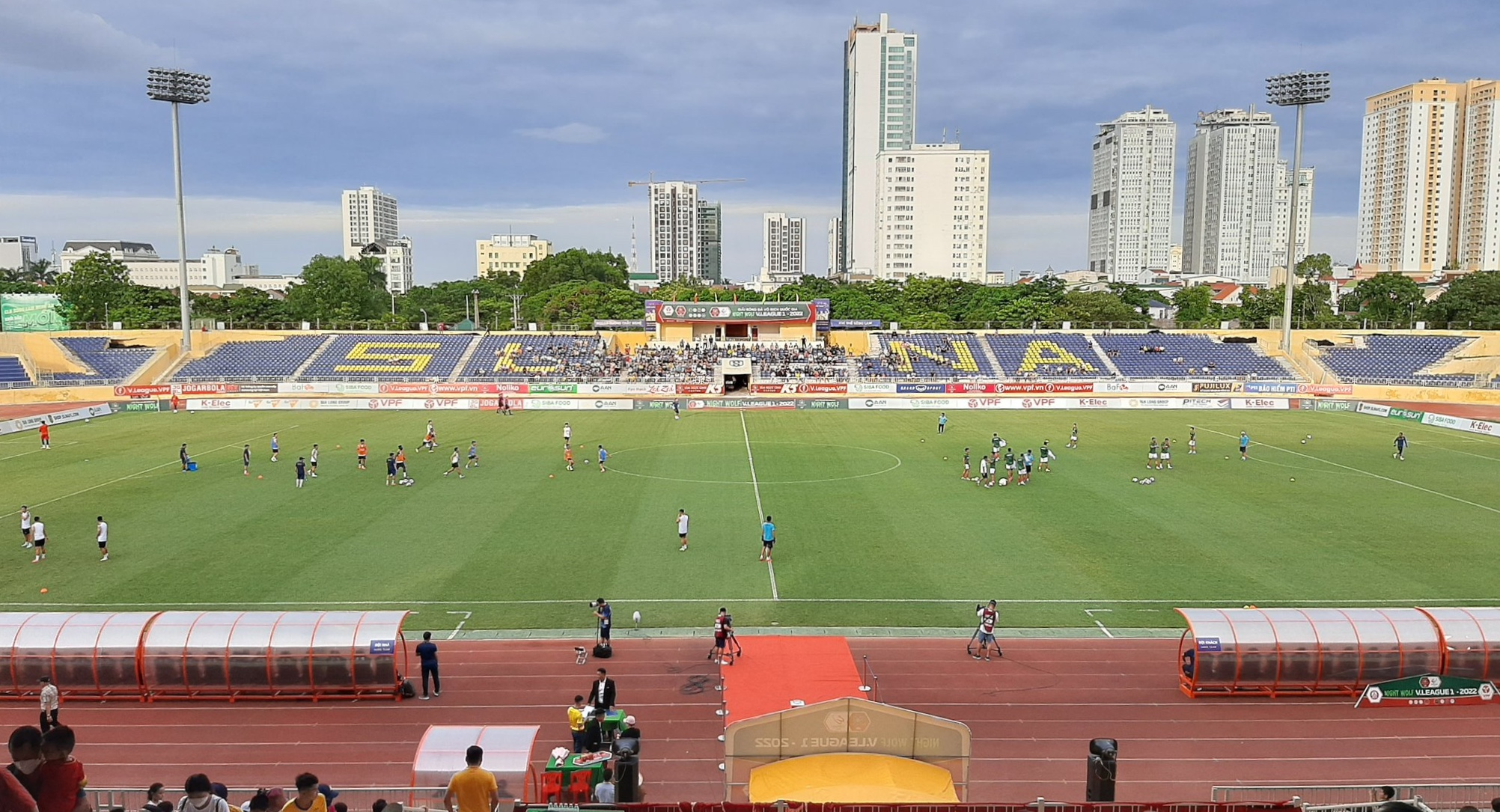
Vinh Stadium

Seine Heimspiele trägt der Verein im Vinh Stadium (vietnamesisch Sân vận động Vinh) in Vinh aus. Das Stadion hat ein Fassungsvermögen von 15.000 Personen.
Koordinaten: 18° 40′ 8,5″ N, 105° 40′ 10,2″ O

## Trainerchronik
Stand: Januar
| Trainer          | Nation  | von               | bis               |
| ---------------- | ------- | ----------------- | ----------------- |
| Ngô Quang Trường | Vietnam | 1. Dezember 2014  | 30. November 2016 |
| Nguyễn Đức Thắng | Vietnam | 1. Januar 2017    | 15. Dezember 2019 |
| Ngô Quang Trường | Vietnam | 15. Dezember 2019 | 30. April 2021    |
| Nguyễn Huy Hoàng | Vietnam | 1. Mai 2021       | 3. Juni 2023      |
| Phan Nhu Thuat   | Vietnam | 3. Juni 2023      | 10. Mai 2024      |
| Anh Tuan Pham    | ?       | 11. Mai 2024      |                   |